# Hinje (Žužemberk)
Hinje (Duits: Hinnach) is een plaats in Slovenië en maakt deel uit van de gemeente Žužemberk in de NUTS-3-regio Jugovzhodna Slovenija. De plaats telde 59 inwoners op 1 januari 2020.